# Reine Marie-Henriette (rose)
'Reine Marie-Henriette' est un cultivar de rosier thé obtenu en 1875 par le rosiériste lyonnais Antoine Levet et commercialisé sous ce nom en 1878. Il est dédié à la reine des Belges, Marie-Henriette (1836-1902). Cette variété ne doit pas être confondue avec le rosier moderne 'Rosengräfin Marie Henriette' (Kordes) de couleur rose.

## Description
Il s'agit d'un rosier grimpant de 350 cm de hauteur, au feuillage vert sombre avec de grandes folioles. Ses fleurs sont grandes (jusqu'à 12 cm) et pleines en coupe globuleuse. Elles fleurissent en bouquets et arborent un beau coloris rouge cerise et des nuances rose argenté au revers des pétales. La floraison est très florifère et remontante.
Cette variété très rustique est issue d'un croisement 'Madame Bérard' x 'Général Jacqueminot'. Ce fut à son époque un grand succès car c'était l'un des premiers rosiers grimpants remontants d'une franche couleur rouge. Cette variété se bouture très facilement. L'écrivain russe Anton Tchekhov l'avait fait planter dans le jardin de sa villa de Yalta en Crimée.

## Descendance
Par croisement avec 'Bardou Job' (Nabonnand, 1882), cette rose a donné naissance au grimpant 'Noëlla Nabonnand' (Nabonnand, 1901).